# Пам'ятник Володимиру Висоцькому (Одеса)
Пам'ятник Володимиру Висоцькому в Одесі — бронзова скульптурна композиція, що у 2012—2024 роках розташовувалася навпроти будівлі Одеської кіностудії. Присвячена Володимиру Висоцькому, російському радянському співаку-барду та актору. 

## Конкурс на найкращий проєкт
Ініціатива встановлення пам'ятника Володимиру Висоцькому в Одесі належала одеському підприємцю й політику Ігорю Маркову. Її підтримала одеська міська влада. У квітні 2011 року за рішенням міської ради створено комісію «… з підготовки заходів, пов'язаних зі спорудженням пам'ятника Володимиру Семеновичу Висоцькому в м. Одесі», яка вирішила провести конкурс на створення ескізного проєкту пам'ятника. Розмір заохочувального фонду (утвореного за рахунок коштів Ігоря Маркова) для скульпторів, які беруть участь у конкурсі, склав 50 тисяч гривень: з них 50 % призначалося для скульптора, чий проєкт обійме перше місце, 30 % — за друге місце, 20 % — за третє місце.
Конкурс проєктів пам'ятника розпочався в листопаді 2011 року. Його результати оголошено в березні 2012 року. У конкурсі взяло участь 17 скульпторів. Переможцем визнали проєкт заслуженого діяча мистецтв України скульптора Олександра Князика й архітекторів Володимира Глазиріна (колишній головний архітектор Одеси) та Олександра Чернова.
Скульптор Олександр Князик витворив Висоцького на тлі вітрила, про свій проєкт він розповів таке:
Одеса і Висоцький схожі рідкісною волелюбністю, тому було вирішено зобразити порвані вітрила і фігуру, що рветься, яка долає всі тягарі життя. Ці вітрила можна ще асоціювати з поламаним хрестом, на якому він не дав себе розп'яти. Для глядача, здатного міркувати, у цій роботі досить багато посилів.

Місце для пам'ятника обрали біля головного корпусу Одеської кіностудії, де Висоцький знявся у 8 художніх фільмах, найвідомішим з яких є «Місце зустрічі змінити не можна». На фасаді кіностудії вже було встановлено бронзову меморіальну дошку з барельєфом Висоцького.
Демонтовано 31 грудня 2024 року. Зараз пам'ятник перебуває в Одеській кіностудїї

## Виготовлення й відкриття
Скульптурна композиція виготовлялася в Києві, її вартість склала близько 200 тисяч доларів США. Спочатку планувалося, що пам'ятник буде відкритий до святкування Дня міста, який відзначається 2 вересня, проте з неназваних причин відкриття пам'ятника перенесли. Воно відбулось 29 вересня 2012 року.
В урочистій церемонії, яка зібрала до тисячі глядачів, взяли участь син Володимира Висоцького Микита Висоцький, російський актор Михайло Пореченков, голова Одеської облдержадміністрації Едуард Матвійчук, міський голова Одеси Олексій Костусєв, консул Генерального консульства Росії в Одесі Юрій Діденко, меценат спорудження пам'ятника Ігор Марков та його довірена особа Анатолій Вассерман.

## Критика
Скульптура викликала негативну реакцію в частини одеситів і громадських організацій. Правління Одеського відділення Національної спілки кінематографістів України відзначило, що проєкт-переможець є «химерним, суєтно-багатослівним, а Висоцький парить, як розіп'ятий, на тлі якихось палиць і рваних ганчірок». Проти відкриття пам'ятника проходив збір підписів жителів міста. Микита Висоцький в інтерв'ю журналісту «Високого замку» зазначив, що йому особисто також не подобається проєкт цього пам'ятника.